# Wolfram Naumann
Wolfram Naumann (* 2. September 1931 in Meißen; † 14. September 2021) war ein deutscher Japanologe und Hochschullehrer, dessen Fachgebiet die ältere japanische Literatur und Geschichtsschreibung war. 

## Leben
Wolfram Naumann besuchte die Oberrealschule in Mühldorf am Inn. Danach studierte er Rechtswissenschaften an der Juristischen und Japanologie an der Philosophischen Fakultät der Ludwig-Maximilians-Universität München, wo er am 2. Mai 1963 mit der Dissertation Hitorigoto. Eine Haikai-Schrift der Onitsura promoviert wurde. Zuvor hatte er 1955 das Erste Juristische Staatsexamen gemacht. 1964 erfolgte an der Universität München auch seine Habilitation mit der Habilitationsschrift Shinkei in seiner Bedeutung für die japanische Kettendichtung, in der er sich mit dem japanischen buddhistischen Geistlichen sowie Tanka- und Renga-Dichter Shinkei befasste. Im Anschluss war er zwischen 1964 und 1968 zunächst Privatdozent für Japanologie an der Westfälischen Wilhelms-Universität Münster (WWu) sowie danach von 1968 bis 1969 Akademischer Rat an der Albert-Ludwigs-Universität Freiburg. 
Im Jahr 1969 übernahm Naumann eine ordentliche Professur für Japanologie an der Ludwig-Maximilians-Universität München und lehrte dort bis zu seiner Emeritierung. Er  fungierte dort von 1969 bis 1974 auch als Vorstand des Seminars für Japanologie sowie seit 1975 als Leitendes Mitglied des Instituts für Ostasienkunde der Universität München. In seiner Lehr- und Forschungstätigkeit befasste er sich insbesondere mit der älteren japanischen Literatur und Geschichtsschreibung. 
Er lebte in Sulzburg und war mit der Japanologin Nelly Naumann (1922–2000) verheiratet, mit der er unter anderem das Buch Die Zauberschale. Erzählungen vom Leben japanischer Damen, Mönche, Herren und Knechte (1973) herausgab und das 1990 unter dem Titel Erzählungen aus Japan in einer neuen Ausgabe erschien. In dem Buch waren Beiträge wie zu Taketori Monogatari und Hōjōki enthalten. 1992 war er einer der Herausgeber der Festschrift für den Japanologen Hans A. Dettmer. Anlässlich seines 65. Geburtstages 1996 gab die Japanologin Stanca Scholz-Cionca die 1998 erschienene Festschrift Wasser-Spuren heraus, die Beiträge von Klaus Antoni wie „Die Tokugawa-Zeit verstand zu erben. Zu den Ise-Wallfahrten der Edo-Zeit“, Niels Gülberg wie „Shakyamunis Lehre in den Augen von Tachibana no Narisue – Betrachtungen zum Kokon chomonjū“ und Ekkehard May wie „Kikaku illustriert und zeitversetzt. Anmerkungen zu einigen seiner Verse in den meisho zue“ enthielt. Er verfasste des Weiteren Artikel wie zu Yoshida Kenkō in Kindlers Literatur Lexikon. Im Dezember 2016 vermachte er die Bibliothekssammlung von seiner Frau und ihm der Staatsbibliothek zu Berlin.

## Veröffentlichungen
Neben Monografien verfasste er auch Aufsätze und eine Übersetzung von Werken von Kamo no Chōmei in Fachzeitschriften wie Horin. Zu seinen Veröffentlichungen gehören:
- Hitorigoto. Eine Haikai-Schrift der Onitsura, Dissertation, Universität München, 1963
- Shinkei in seiner Bedeutung für die japanische Kettendichtung, Habilitationsschrift, Universität München, 1967
- mit Nelly Naumann: Die Zauberschale. Erzählungen vom Leben japanischer Damen, Mönche, Herren und Knechte. 1973.
- als Hrsg. mit Klaus Müller: Nenrin-Jahresringe. Festgabe für Hans A. Dettmer. 1992.

Aufsätze
- Ideallandschaften in der japanischen Literatur des Mittelalters. 1996.
- Chōmeis „Erzählungen aus den Vierjahreszeiten“. 1996–1998 (Übersetzung).
- Vom Ethos zum Ethnos. 1997.
- Ursächliche Verknüpfung als Prinzip und Methode vormoderner japanischer Dichtung. 1999.

## Hintergrundliteratur
- Stanca Scholz-Cionca (Hrsg.): Wasser-Spuren. Festschrift für Wolfram Naumann zum 65. Geburtstag. Harrassowitz Verlag, 1998.